# 促進國際閱讀素養研究
促進國際閱讀素養研究（英語：Progress in International Reading Literacy Study，簡稱PIRLS），由國際教育成就評鑑協會（IEA）主導，針對兒童（9歲至10歲）的閱讀能力進行國際性評量，希望藉由評比結果，作為改善閱讀教學及促進學童閱讀能力的參考。
促進國際閱讀素養研究對閱讀素養的定義如下：
- 能夠理解並運用書寫語言的能力。
- 能夠從各式各樣的文章中建構出意義。
- 能從閱讀中學習。
- 參與學校及生活中閱讀社群的活動。
- 由閱讀獲得樂趣。

## 外部連結
- 官方网站
- PIRLS最完整解析：用四層次提問掌握閱讀理解關鍵